# Giovanni Rinuccini
Giovanni Rinuccini (Firenze, 22 giugno 1743 – Roma, 28 dicembre 1801) è stato un cardinale italiano.
Fu nominato cardinale della Chiesa cattolica da papa Pio VI.

## Biografia
Nacque a Firenze il 22 giugno 1743.
Papa Pio VI lo elevò al rango di cardinale nel concistoro del 21 febbraio 1794.
Morì il 28 dicembre 1801 all'età di 58 anni.